# Bufarut
Bufarut, bofarut o bofarull és un mot que té diverses accepcions, la més usual de les quals és la d'un vent impetuós i arremolinat, però pot designar també un canó de canya foradat que serveix per a avivar el foc, algú que és manefla o bé, segons la mitologia popular del Ripollès, una mena de follet que viatja dins del vent i el governa. Joan Amades dona una altra versió d'aquest mite segons la qual qui viatja dins el vent és el dimoni.